# Girondino
Girondino (del francés girondin, porque el partido se formó en torno a algunos diputados del departamento francés de Gironda) es el nombre dado a un grupo político moderado y federalista de la Asamblea Legislativa y de la Convención Nacional francesa, que estaba compuesto por varios diputados procedentes de Gironda. Pertenecían, en su mayoría, a la burguesía provincial de los grandes puertos costeros. 
Los principales líderes son Brissot y Roland. Así, los contemporáneos hablan esencialmente de brissotinos y rolandistas o rolandinos.
Su violento enfrentamiento con el grupo de los jacobinos o montañeses dominó los primeros meses de la Convención Nacional.
El grupo contaba con 175 diputados de los 749 que componían la Asamblea de la Convención y gobernaron durante los años 1792 y 1793. En su mayoría eran miembros intelectuales de la rica burguesía del mundo de los negocios.
Conocidos, en esa época, como 'Brissotins' o 'Rolandistes', el nombre de girondino se popularizó a principios del siglo XIX, sobre todo a partir de la obra de Lamartine Histoire des Girondins (Historia de los girondinos). Acusados por los jacobinos de conspirar contra la unidad de la República, sus dirigentes fueron juzgados por el Tribunal Revolucionario y posteriormente guillotinados (1793).

## División de opiniones sobre la oportunidad de la guerra
Los girondinos estaban a favor de la guerra contra aquellos que, en Europa, fomentaban la resistencia a las leyes revolucionarias o no mantenían su neutralidad frente a los emigrantes. El 15 de marzo de 1792 las tesis girondinas prevalecieron y Luis XVI formó un ministerio girondino y nombró a Dumouriez Ministro de Asuntos Exteriores, y a Roland Ministro del Interior. El 20 de abril de 1792 se declaró la guerra. El enfrentamiento entre Robespierre y Brissot se agravó. El rey Luis XVI cesó a todo el ministerio Brissotin, lo que causó gran enfado en el pueblo que se armó y se presentó masivamente ante la asamblea legislativa portando armas y posteriormente en el palacio de las tullerías cantando contra el rey " abajo el veto", llegaron a acceder a su habitación y acorralarlo. 
Los montañeros se negaron a participar en los acontecimientos del 20 de junio de 1792, pero prepararon la insurrección del 10 de agosto, instaurando una Comuna insurrecta en París y pidieron la creación de una Convención. Los dos partidos se enfrentaron, el uno contra el otro, incluso antes de que se produjera la apertura de la Convención Nacional…

## El duelo girondino/jacobino en la Convención
En la Convención Nacional, los girondinos, en su mayoría diputados provinciales, fueron instalados a la derecha, y la Montaña, compuesta por veinticuatro diputados de París y otros, fue instalada a la izquierda. Los girondinos dominaban la Asamblea e, inmediatamente, empezaron a atacar a la Comuna de París y a los montañeses (más conocidos también como jacobinos) a los que consideraban responsables de las masacres de septiembre. Marat fue el primer implicado.
Aunque fueron acusados de federalistas, los girondinos, se aprovecharon de la favorable evolución de la situación militar (victoria de Jemappes, 6 de noviembre de 1792) para relanzar la Convención girondina. Sin embargo, durante el proceso de Luis XVI, los girondinos, que se oponían a su condena, fueron considerados poco republicanos. La situación militar sufrió un cambio (derrota de Neerwinden, 18 de marzo de 1793), traición de uno de ellos Dumouriez (5 de abril de 1793) y su oposición contra la institución de un Tribunal revolucionario, les comprometió definitivamente.

## Abril-mayo de 1793

### La última batalla entre girondinos y montañeses (jacobinos)
Los girondinos fueron los primeros en decretar el arresto de Marat por la Convención Nacional (13 de abril de 1793); pero Marat fue absuelto por el Tribunal Criminal Extraordinario y volvió, triunfante, a la Asamblea (24 de abril de 1793). Después, a fin de investigar las exacciones de la Comuna de París y de velar por la seguridad de la Asamblea nombraron una comisión, Comisión de los Doce (Commission des Douze) a la que se le otorgó poderes para los arrestos. Hébert, sustituto de la Comuna de París fue arrestado por los mismos motivos que Marat (denuncias difamatorias e incitación a la violencia). La Comisión de los Doce fue suspendida y restablecida. Los partidarios de la exageración revolucionaria, en los clubes y en particular el de los Cordeleros, pidieron ayuda militar a las secciones parisinas.
Fortalecida por el apoyo armado de 36 secciones municipales, la Comuna organizó los motines del 31 de mayo y del 2 de junio de 1793. La Convención Nacional sitiada por los insurrectos dirigidos por Hanriot, jefe de la Guardia Nacional, fue obligada a votar por el arresto de veintinueve diputados girondinos y dos ministros. Algunos consiguieron evadirse e intentaron sublevar a la provincia (como Élie Guadet y Jérôme Pétion en Caen) sin conseguirlo. Se refugiaron entonces en el departamento de Gironde. Su paso por Caen influyó probablemente en el asesinato de Marat por Charlotte Corday.

## Repercusiones
El golpe asestado contra la elite girondina federalista de la Convención repercutió en el sur del país : Lyon, Burdeos, Marsella...a partir de junio de 1793 se produjo la verdadera secesión que provocó la revuelta de las provincias en defensa del federalismo. La rebelión fue sofocada rápidamente, induciendo al suicidio a sus dirigentes (Pétion, Clavière, Roland).
El proceso de los 21 girondinos, que no se evadieron, (Brissot, Vergniaud, Gensonné, Viger, Lasource, etc) fueron juzgados por el Tribunal Revolucionario desde el 3 al 9 de brumario, año II (24-30 de octubre de 1793). Todos fueron condenados a muerte y guillotinados el 10 de brumario, año II (31 de octubre de 1793).
Algunos fugitivos (Isnard, Lanjuinais), pudieron reintegrarse a la Convención Nacional después del 9 de termidor, año III (27 de julio de 1794), día de la caída de Robespierre.

## Miembros
- Brissot
- Vergniaud
- Jérôme Pétion de Villeneuve (Pétion)
- Roland (Jean-Marie Roland de la Platière)